# Cospe-fogo

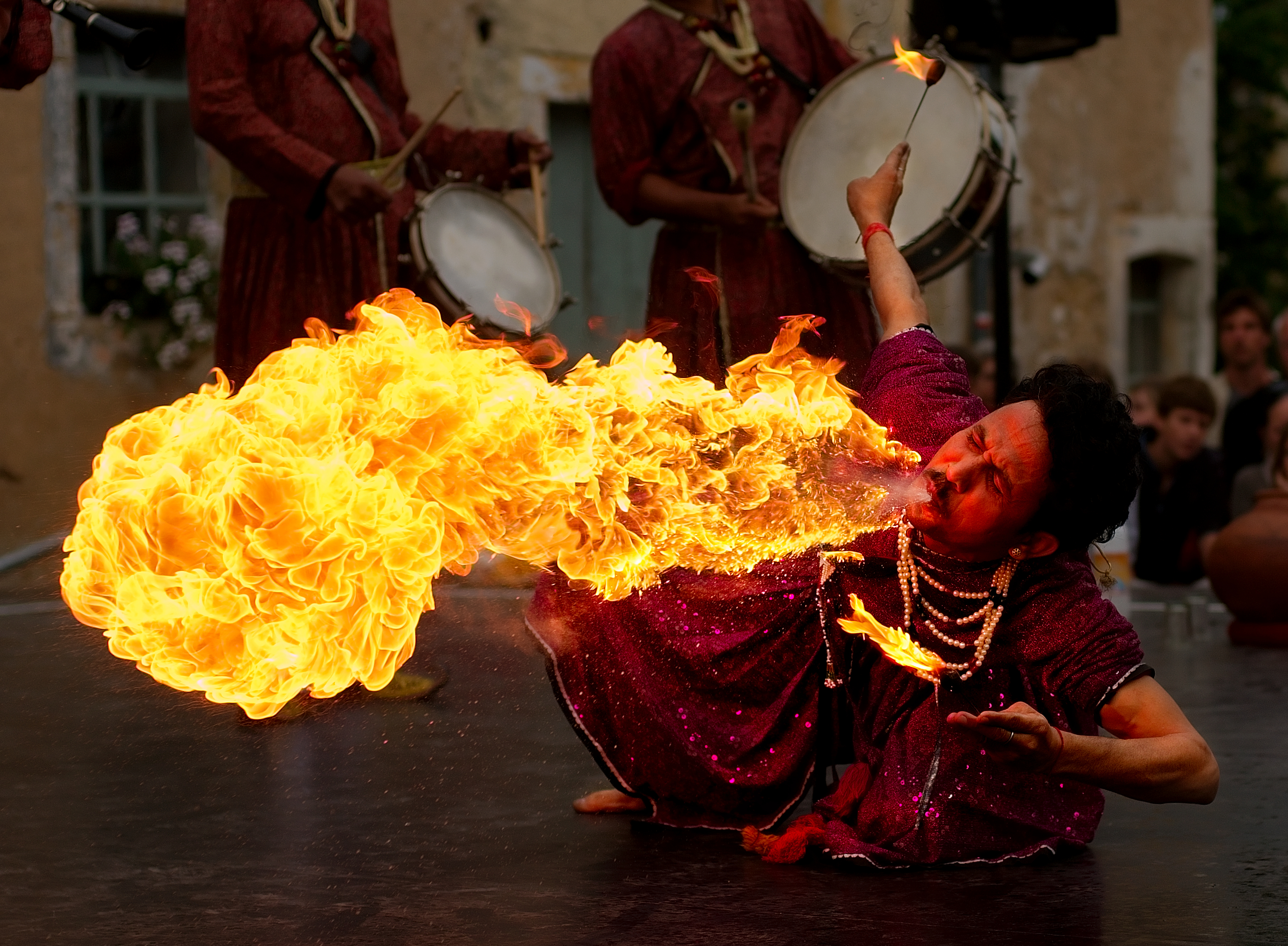
Um cospe-fogo do grupo Jaipur Maharaja Brass Band durante exibição em Chassepierre, Bélgica.

Cospe-fogo é um artista, geralmente de circo, que cria uma grande chama através do esguicho por sua boca de um líquido inflamável ou água em cima de uma chama. A chama geralmente é segurada à distância de um braço e o líquido inflamável deve ser esguichado ambos espalhado e fortemente. Esta arte é conhecida por originar-se na Índia.

Sendo apreciado por audiências, o ato de cuspir fogo geralmente é feito em um clima dramático. Gene Simmons, da banda de rock Kiss, regularmente cospe bolas de fogo e sangue durante shows de sua banda.

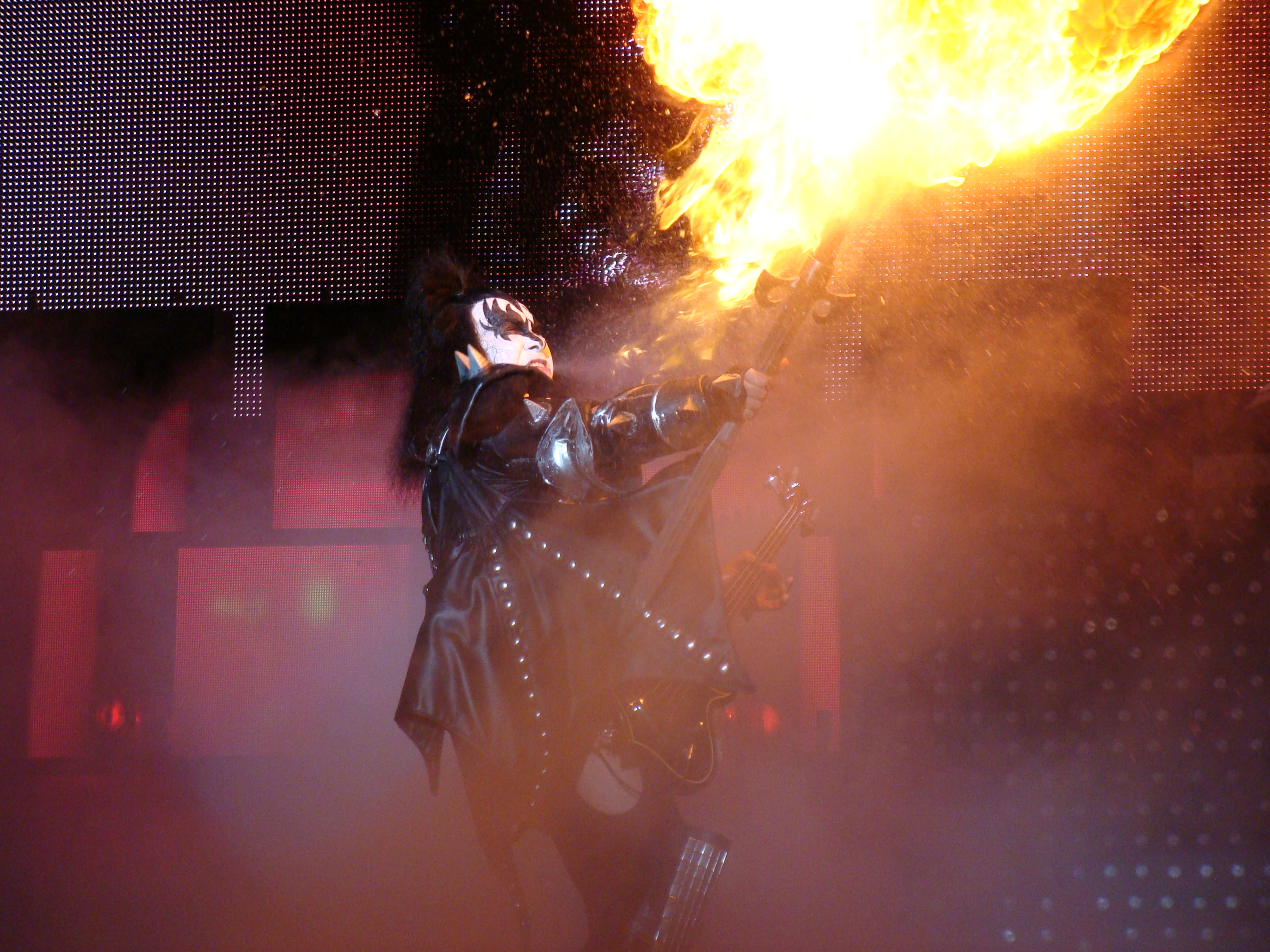
Gene Simmons Cospe-fogo.

Um bom número de criaturas lendárias são conhecidos por possuir habilidades inatas de cuspir fogo, sendo os mais notáveis os dragões.